# Сергеевское нефтяное месторождение
Серге́евское нефтяно́е месторожде́ние  открыто и введено в разработку в 1961 году. Площадь месторождения 9 тыс. га. Расположено на территории Уфимского, Благовещенского и Кушнаренковского районов Республики Башкортостан.

## Характеристика месторождения
Запасы Сергеевского месторождения приурочены к терригенным песчаникам девона (Д-I, Д-II и Д-IV), а также в турнейском ярусе (известняки), в песчаниках терригенной толщи нижнего карбона.
Залегание нефти в девонских пластах — около 2 км. Залежи с Севера и Запада экранированы грабенообразным прогибом глубиной до 130 м и шириной до 1 км, заполненным аргиллитами (глинами) кыновского возраста.
Нефти средней вязкости (до 4,5 МПа.с), сернистые. Газонасыщенность 45 м3/т. С обводнением пластов 85 %.
Дебиты нефти — 12,3-255 т/сутки. Разрабатывается НГДУ «Уфанефть» (ООО «Башнефть-Добыча») на заключительной стадии.